# 1957
Il 1957 (MCMLVII in numeri romani) è un anno  del XX secolo.

## Eventi
- Germania: Chiude l'ultimo campo per i profughi della seconda guerra mondiale.

### Gennaio
- 2 gennaio – fondazione delle borse di San Francisco e Los Angeles
- 7 gennaio – Algeria: le truppe francesi, guidate dal generale Jacques Massu, contrastano il Fronte di liberazione nazionale algerino.
- 10 gennaio – Regno Unito: il primo ministro Anthony Eden si dimette ed è sostituito da Harold Macmillan, già cancelliere dello Scacchiere.
- 17 gennaio – Cuba: i guerriglieri castristi attaccano una piccola guarnigione di polizia alla foce del fiume La Plata, nella Sierra Maestra. È la prima vittoria militare dei ribelli.
- 23 gennaio – Stati Uniti: Nasce il primo Frisbee.

### Febbraio
- 6 febbraio – Italia: al congresso del Partito Socialista Italiano, il segretario Pietro Nenni annuncia l'avvicinamento al PSDI di Giuseppe Saragat e la fine della collaborazione con il PCI di Palmiro Togliatti.
- 15 febbraio – URSS: Andrej Andreevič Gromyko è il nuovo Ministro degli Esteri.

### Marzo
- 3 marzo – i Paesi Bassi vincono l'Eurovision Song Contest, ospitato a Francoforte sul Meno, Germania Ovest.
- 6 marzo – il Ghana è il primo stato dell'Africa occidentale ad ottenere l'indipendenza.
- 25 marzo – Roma: sei paesi europei firmano il Trattato di Roma, istitutivo delle Comunità economica europea (CEE) e Comunità europea dell'energia atomica (EURATOM): Italia, Francia, Germania, Belgio, Paesi Bassi e Lussemburgo.

### Aprile
- Aprile – Stati Uniti: viene pubblicato il libro On the Road di Jack Kerouac.
- 28 aprile – l'Egitto riapre il Canale di Suez.

### Maggio
- 5 maggio – Napoli: sono aperti al pubblico, nella sede dell'antica reggia borbonica, il Museo e le Gallerie Nazionali di Capodimonte.
- 15 maggio
  - Il primo governo di Antonio Segni si dimette. Gli succederà un governo monocolore guidato da Adone Zoli.
  - Oceano Pacifico: sull'isola Christmas il Regno Unito fa esplodere la sua prima bomba all'idrogeno.

### Giugno
- URSS: fallisce il tentativo di destituire il segretario del PCUS Nikita Kruscev.
- Egitto: l'Unione Sovietica invia sommergibili nel Canale di Suez.
- 15 giugno – viene fondata l'Università della tecnologia di Eindhoven.
- 25 giugno – Ginevra: l'Organizzazione Internazionale del Lavoro, agenzia dell'ONU, adotta la convenzione n. 105 sull'abolizione del lavoro forzato.

### Luglio
- 4 luglio – Italia: esordisce sul mercato automobilistico la Fiat Nuova 500.
- 6 luglio – Paul McCartney e John Lennon (The Beatles) si incontrano per la prima volta nella chiesa di St. Pete a Liverpool, durante l'esibizione dell'allora gruppo di quest'ultimo.
- 12 luglio – il principe Karim diventa Aga Khan IV, capo spirituale di 20 milioni di musulmani ismailiti.
- 19 luglio – Italia: si dimette dal partito Antonio Giolitti, importante esponente del Partito Comunista Italiano, ispiratore del Manifesto dei 101 e critico delle posizioni della dirigenza sui fatti d'Ungheria.
- 25 luglio – Tunisia: abolizione della monarchia e proclamazione della Repubblica. Habib Bourguiba diventa il primo Presidente della Repubblica.

### Settembre
- 12 settembre – Enrico Mattei conclude con lo scià Mohammad Reza Pahlavi un accordo per lo sfruttamento dei giacimenti petroliferi iraniani.
- 21 settembre – Norvegia: Olav V succede a Haakon VII come re di Norvegia.
- 24 settembre
  - Little Rock, Arkansas: una folla di cittadini respinge nove bambini di colore da una scuola pubblica. Il presidente Eisenhower invia mille paracadutisti sul posto per far rispettare la legge.
  - Algeria: truppe francesi catturano Saadi Yacef, uno dei leader del Front de Libération Nationale.
- 29 settembre - Unione Sovietica: "Incidente di Kyštym" con contaminazione assai pesante di una vasta area dei Monti Urali causata dall'esplosione di una cisterna di stoccaggio di scorie radioattive.
- 30 settembre
  - San Marino: colpo di Stato anticomunista del Partito Socialista Indipendente Sammarinese e opposizione, viene insediato a Rovereta, presso il confine con l'Italia un governo provvisorio. La Repubblica viene circondata dai carabinieri italiani.
  - Ginevra: viene firmato l'A.D.R., acronimo di European Agreement concerning the International Carriage of Dangerous Goods by Road, accordo europeo relativo ai trasporti internazionali di merci pericolose su strada.

### Ottobre
- 4 ottobre – Unione Sovietica: lancio dello Sputnik 1, primo satellite artificiale della storia.
- 25 ottobre – New York: Albert Anastasia, gangster italoamericano, viene assassinato mentre è seduto sulla poltrona del barbiere.

### Novembre
- 3 novembre – Unione Sovietica: lancio nello spazio dello Sputnik 2, con a bordo la cagnetta Laika, che però muore 7 ore dopo il lancio

### Dicembre
- 19 dicembre – La NATO decide di installare basi missilistiche in Europa.

## Nati
Ci sono circa 3 440 voci su persone nate nel 1957; vedi la pagina Nati nel 1957 per un elenco descrittivo o la categoria Nati nel 1957 per un indice alfabetico.

## Morti
Ci sono circa 930 voci su persone morte nel 1957; vedi la pagina Morti nel 1957 per un elenco descrittivo o la categoria Morti nel 1957 per un indice alfabetico.

## Calendario
| Calendario 1957 | Calendario 1957 | Calendario 1957 | Calendario 1957 | Calendario 1957 | Calendario 1957 | Calendario 1957 | Calendario 1957 | Calendario 1957 | Calendario 1957 | Calendario 1957 | Calendario 1957 | Calendario 1957 | Calendario 1957 | Calendario 1957 | Calendario 1957 | Calendario 1957 | Calendario 1957 | Calendario 1957 | Calendario 1957 | Calendario 1957 | Calendario 1957 | Calendario 1957 | Calendario 1957 | Calendario 1957 | Calendario 1957 | Calendario 1957 | Calendario 1957 | Calendario 1957 | Calendario 1957 | Calendario 1957 | Calendario 1957 | Calendario 1957 |
| --------------- | --------------- | --------------- | --------------- | --------------- | --------------- | --------------- | --------------- | --------------- | --------------- | --------------- | --------------- | --------------- | --------------- | --------------- | --------------- | --------------- | --------------- | --------------- | --------------- | --------------- | --------------- | --------------- | --------------- | --------------- | --------------- | --------------- | --------------- | --------------- | --------------- | --------------- | --------------- | --------------- |
|                 | 1               | 2               | 3               | 4               | 5               | 6               | 7               | 8               | 9               | 10              | 11              | 12              | 13              | 14              | 15              | 16              | 17              | 18              | 19              | 20              | 21              | 22              | 23              | 24              | 25              | 26              | 27              | 28              | 29              | 30              | 31              |                 |
| Gennaio         | Ma              | Me              | Gi              | Ve              | Sa              | Do              | Lu              | Ma              | Me              | Gi              | Ve              | Sa              | Do              | Lu              | Ma              | Me              | Gi              | Ve              | Sa              | Do              | Lu              | Ma              | Me              | Gi              | Ve              | Sa              | Do              | Lu              | Ma              | Me              | Gi              |                 |
| Febbraio        | Ve              | Sa              | Do              | Lu              | Ma              | Me              | Gi              | Ve              | Sa              | Do              | Lu              | Ma              | Me              | Gi              | Ve              | Sa              | Do              | Lu              | Ma              | Me              | Gi              | Ve              | Sa              | Do              | Lu              | Ma              | Me              | Gi              |                 |                 |                 |                 |
| Marzo           | Ve              | Sa              | Do              | Lu              | Ma              | Me              | Gi              | Ve              | Sa              | Do              | Lu              | Ma              | Me              | Gi              | Ve              | Sa              | Do              | Lu              | Ma              | Me              | Gi              | Ve              | Sa              | Do              | Lu              | Ma              | Me              | Gi              | Ve              | Sa              | Do              |                 |
| Aprile          | Lu              | Ma              | Me              | Gi              | Ve              | Sa              | Do              | Lu              | Ma              | Me              | Gi              | Ve              | Sa              | Do              | Lu              | Ma              | Me              | Gi              | Ve              | Sa              | Do              | Lu              | Ma              | Me              | Gi              | Ve              | Sa              | Do              | Lu              | Ma              |                 |                 |
| Maggio          | Me              | Gi              | Ve              | Sa              | Do              | Lu              | Ma              | Me              | Gi              | Ve              | Sa              | Do              | Lu              | Ma              | Me              | Gi              | Ve              | Sa              | Do              | Lu              | Ma              | Me              | Gi              | Ve              | Sa              | Do              | Lu              | Ma              | Me              | Gi              | Ve              |                 |
| Giugno          | Sa              | Do              | Lu              | Ma              | Me              | Gi              | Ve              | Sa              | Do              | Lu              | Ma              | Me              | Gi              | Ve              | Sa              | Do              | Lu              | Ma              | Me              | Gi              | Ve              | Sa              | Do              | Lu              | Ma              | Me              | Gi              | Ve              | Sa              | Do              |                 |                 |
| Luglio          | Lu              | Ma              | Me              | Gi              | Ve              | Sa              | Do              | Lu              | Ma              | Me              | Gi              | Ve              | Sa              | Do              | Lu              | Ma              | Me              | Gi              | Ve              | Sa              | Do              | Lu              | Ma              | Me              | Gi              | Ve              | Sa              | Do              | Lu              | Ma              | Me              |                 |
| Agosto          | Gi              | Ve              | Sa              | Do              | Lu              | Ma              | Me              | Gi              | Ve              | Sa              | Do              | Lu              | Ma              | Me              | Gi              | Ve              | Sa              | Do              | Lu              | Ma              | Me              | Gi              | Ve              | Sa              | Do              | Lu              | Ma              | Me              | Gi              | Ve              | Sa              |                 |
| Settembre       | Do              | Lu              | Ma              | Me              | Gi              | Ve              | Sa              | Do              | Lu              | Ma              | Me              | Gi              | Ve              | Sa              | Do              | Lu              | Ma              | Me              | Gi              | Ve              | Sa              | Do              | Lu              | Ma              | Me              | Gi              | Ve              | Sa              | Do              | Lu              |                 |                 |
| Ottobre         | Ma              | Me              | Gi              | Ve              | Sa              | Do              | Lu              | Ma              | Me              | Gi              | Ve              | Sa              | Do              | Lu              | Ma              | Me              | Gi              | Ve              | Sa              | Do              | Lu              | Ma              | Me              | Gi              | Ve              | Sa              | Do              | Lu              | Ma              | Me              | Gi              |                 |
| Novembre        | Ve              | Sa              | Do              | Lu              | Ma              | Me              | Gi              | Ve              | Sa              | Do              | Lu              | Ma              | Me              | Gi              | Ve              | Sa              | Do              | Lu              | Ma              | Me              | Gi              | Ve              | Sa              | Do              | Lu              | Ma              | Me              | Gi              | Ve              | Sa              |                 |                 |
| Dicembre        | Do              | Lu              | Ma              | Me              | Gi              | Ve              | Sa              | Do              | Lu              | Ma              | Me              | Gi              | Ve              | Sa              | Do              | Lu              | Ma              | Me              | Gi              | Ve              | Sa              | Do              | Lu              | Ma              | Me              | Gi              | Ve              | Sa              | Do              | Lu              | Ma              |                 |

## Premi Nobel
- per la Pace: Lester Bowles Pearson
- per la Letteratura: Albert Camus
- per la Medicina: Daniel Bovet
- per la Fisica: Tsung-Dao Lee, Chen Ning Yang
- per la Chimica: Alexander R. Todd